# Litoria vocivincens
Espèce
Statut de conservation UICN

 LC  : Préoccupation mineure
Litoria vocivincens est une espèce d'amphibiens de la famille des Pelodryadidae.

## Répartition
Cette espèce est endémique de Papouasie-Nouvelle-Guinée. Elle se rencontre jusqu'à 1 000 m d'altitude dans les plaines côtières de l'estuaire du Purari à la baie de Milne,.

## Publication originale
- Menzies, 1972 : Papuan Tree Frogs of the Litoria nigropunctata Group. Herpetologica, vol. 28, no 4, p. 291-300.